# Ernst Stadler
Ernst Richard Maria Stadler (Colmar, Alsácia,  11 de agosto de 1883 - frente de Yprès, 30 de outubro de 1914) foi um destacado poeta expressionista alemão.

## Biografia
Cresceu em Estrasburgo. Antes de começar o ensino secundário num instituto protestante, aderiu-se ao grupo "Das Jüngste Elsass" ("A Alsácia mais Jovem"), formado por jovens com inquietudes literárias. Nele travou amizade com René Schickele e Otto Flake. 
Os seus primeiros ensaios, artigos e poemas apareceram na revista do círculo, "Der Stürmer" ("O Assaltante"). Em 1906 obtém o doutoramento em línguas românicas, línguas germânicas e literatura comparada.
Uma bolsa permitiu-lhe realizar em Oxford a habilitação sobre a tradução de Wieland da obra de Shakespeare -Christoph Martin Wieland fora um dos primeiros tradutores da obra de Shakespeare para o alemão -. Em 1908-1909 começou a docência na Universidade de Estrasburgo para, posteriormente, obter um posto na Universidade Livre de Bruxelas e dali mudar-se para Toronto. 
A Primeira Guerra Mundial acabou com a sua vida na frente da Flandres três meses após ter sido mobilizado.

## Claves da sua obra
A obra de Ernst Stadler é enquadrada pela crítica no movimento literário expressionista, que surgiu cerca de 1910 em torno de diversos círculos europeus para se extinguir após a Grande Guerra, com origem nas artes plásticas. 
O expressionismo literário foi-se gestando a partir de diversos núcleos: em 1910 em Berlim surgem as revistas "Der Sturm" ("A Tormenta") e "Die Aktion", em Munique "Das Neue Pathos" e "Die Revolution", "Weisse Blätter", publicada por Renè Schickele, o amigo de Stadler, em Zurique, era porta-voz do sentimento pacifista, "Die Fackel" ("A Tocha"), no que escreveu o crítico vienês Karl Krauss e em Praga o movimento agrupou-se em torno de Max Brod -o crítico literário publicou a obra de Franz Kafka- e o romancista Franz Werfel.
O expressionismo foi relacionado aos movimentos posteriores como a "Neu Sachlichkeit" (Nova Objetividade), Dadá e o Surrealismo, ao que liga o esforço por expressar toda a intensidade do mundo interior, incluindo o seu componente onírico ou patológico.
Em Stadler influíram autores como Hugo von Hofmannstahl, Francis Jammes, ao que traduziu, Charles Péguy, o neorromantismo, o poeta norte-americano Walt Whitman ou Stefan George. Este poeta e ensaísta forma, junto com Georg Trakl e Georg Heym, o trio de escritores alemães exclusivamente expressionistas que desenvolveram toda a sua obra neste estilo. Os seus poemas adotam a estrutura de verso livre, pouco frequente então.

## Obra
- 1904: Prelúdios (poemas).
- 1906: Sobre os Manuscritos D e G de Wolfram Parzival (dissertação).
- 1910: O Shakespeare de Wieland (escrito de habilitação).
- 1913: O Livro de Balzac. Narrações e Novelas (tradução).
- 1913: Die Gebete der Demut (As Plegárias da Devoção, tradução).
- 1914: Der Aufbruch (A Partida). É considerada a sua obra mais importante como poeta.
- 1918: Charles Péguy: Ensaios (tradução, póstumo).